# Досон (Меріленд)
Досон (англ. Dawson) — переписна місцевість (CDP) в США, в окрузі Аллегені штату Меріленд. Населення — 100 осіб (2020).

## Географія
Досон розташований за координатами 39°28′33″ пн. ш. 78°56′55″ зх. д. / 39.47583° пн. ш. 78.94861° зх. д. (39.475816, -78.948627).  За даними Бюро перепису населення США в 2010 році переписна місцевість мала площу 1,35 км², з яких 1,34 км² — суходіл та 0,01 км² — водойми.

## Демографія
Згідно з переписом 2010 року, у переписній місцевості мешкали 103 особи в 44 домогосподарствах у складі 32 родин. Густота населення становила 76 осіб/км².  Було 49 помешкань (36/км²).
Расовий склад населення:
| - 100,0 % — білих |

До двох чи більше рас належало 0,0 %. Частка іспаномовних становила 0,0 % від усіх жителів.
За віковим діапазоном населення розподілялося таким чином: 12,6 % — особи молодші 18 років, 64,1 % — особи у віці 18—64 років, 23,3 % — особи у віці 65 років та старші. Медіана віку мешканця становила 49,5 року. На 100 осіб жіночої статі у переписній місцевості припадало 90,7 чоловіків;  на 100 жінок у віці від 18 років та старших — 83,7 чоловіків також старших 18 років.
Середній дохід на одне домашнє господарство  становив 65 861 долар США (медіана — 65 536), а середній дохід на одну сім'ю — 75 302 долари (медіана — 67 143). 
Цивільне працевлаштоване населення становило 58 осіб. Основні галузі зайнятості: виробництво — 31,0 %, фінанси, страхування та нерухомість — 24,1 %, мистецтво, розваги та відпочинок — 17,2 %, оптова торгівля — 15,5 %.